# Why Does My Heart Feel So Bad?
«Why Does My Heart Feel So Bad?» — сингл, выпущенный Моби в 1999 году. Он является четвёртым синглом с альбома Play. На песню «Why Does My Heart Feel So Bad?» было снято анимированное музыкальное видео. Трек основан на семпле из песни 1963 года «He’ll Roll Your Burdens Away» группы Banks Brothers.

## Список композиций

### UK/US CD Single
| №  | Название                                        | Длительность |
| -- | ----------------------------------------------- | ------------ |
| 01 | Why Does My Heart Feel So Bad? (single version) | 3:45         |
| 02 | Flying Foxes                                    | 6:16         |

Сингл также включал анимированное видео на песню «Why Does My Heart Feel So Bad?» в формате .mov.